# R. G. Hamish Robertson
Robert Graham Hamish Robertson (* 3. Oktober 1943 in Ottawa) ist ein kanadischer experimenteller Kernphysiker. Er ist Boeing Distinguished Professor für Physik an der University of Washington und Direktor des dortigen Center for Experimental Nuclear Physics and Astrophysics.
Robertson ging in Kanada und England zur Schule und studierte an der Universität Oxford mit dem Bachelorabschluss 1965 und dem Master-Abschluss 1969. Er wurde 1971 an der McMaster University in Kernphysik promoviert (Physik von Atomstrahlen, Kernstrukturbestimmung). Als Post-Doktorand war er an der Michigan State University, wo er blieb und 1981 Professor wurde. Ab 1981 war er am Los Alamos National Laboratory, wo er sich mit Neutrinomassenbestimmung aus Tritium Betazerfall befasste. Die daraus bestimmten oberen Grenzen für die Neutrinomasse zeigten schon damals, dass der Massebeitrag der Neutrinos nicht ausreicht für ein geschlossenes Universum. Seit 1994 ist er Professor an der University of Washington.
Er war unter anderem Gastwissenschaftler an der Princeton University, dem Argonne National Laboratory und den Chalk River Nuclear Laboratories in Ontario.
In der Kernphysik beobachteter er als Erster ein Quintett von isobaren Zuständen in Atomkernen und experimentierte über Paritätsverletzung und Kernreaktionen mit Anwendungen auf nukleare Astrophysik. Durch genaue Messung des Einfangs von Deuterium durch Helium 4 konnte er nachweisen, dass das Lithium 6 Vorkommen im Universum größtenteils nicht primordial, sondern jüngeres Resultat von Kernprozessen in Sternen ist.
Er befasst sich seit etwa 1980 vor allem mit Neutrinophysik. Er untersuchte Neutrinooszillationen und solare Neutrinos am kanadischen Sudbury Neutrino Observatory (SNO), dessen wissenschaftlicher Direktor er 2003 bis 2004 war und deren US Ko-Sprecher er ist. Die Datenaufnahme von SNO endete 2006, es werden aber nach wie vor Daten ausgewertet. Nachdem er schon in Los Alamos Anfang der 1980er Jahre Experimente zur Bestimmung der Neutrinomasse aus dem Spektrum des Betazerfalls des Tritium durchführte, setzte er dies in den 2000er Jahren als US-Sprecher des KATRIN Experiments in Karlsruhe fort.
Er ist auch am Majorana Experiment zum neutrinolosen Doppelten Betazerfall beteiligt.
1997 erhielt er den Tom-W.-Bonner-Preis für Kernphysik. Er ist Mitglied der Canadian Association of Physicists und Fellow der American Physical Society (1982) (deren Abteilung Kernphysik er vorstand) und des Institute of Physics (1998). Außerdem ist er Fellow der American Academy of Arts and Sciences (2003) und der National Academy of Sciences (2004). 1976 war er Sloan Fellow.
Er war im Herausgebergremium von Physical Review D und Annual Reviews of Nuclear and Particle Science.

## Schriften
- mit Wick Haxton, Aldo Serenelli: Solar neutrinos. Status and perspective. 2012 (arxiv.org).